# 958년

## 연호
- 후주(後周) 현덕(顯德) 5년
- 요(遼) 응력(應曆) 8년
- 일본(日本) 덴토쿠(天徳) 2년
- 남한(南漢) 건화(乾和) 16년 / 대보(大寶) 원년
- 후촉(後蜀) 광정(廣政) 21년
- 남당(南唐) 중흥(中興) 원년 / 교태(交泰) 원년
- 북한(北漢) 천회(天會) 2년

## 기년
- 후주(後周) 세종(世宗) 5년
- 요(遼) 목종(穆宗) 8년
- 고려(高麗) 광종(光宗) 9년

## 사건
- 958년 (고려 광종 9년)에 후주에서 온 학자 쌍기의 건의를 받아들여 과거제를 실시 하였다.